# Moon Pilot
Moon Pilot (Brasil: O Incrível Homem do Espaço) é um filme estadunidense de 1962, dos gêneros comédia e ficção científica, dirigido por James Neilson para a Walt Disney Productions, com roteiro baseado no romance de 1960 Starfire de Robert Buckner.
A produção que reflete o interesse de Walt Disney pelo programa espacial dos EUA no governo de John F. Kennedy. O filme traz elementos familiares que foram aproveitados em outras produções da década de 1960, como em Jeannie é um Gênio (um astronauta ajudado por uma moça sedutora e poderosa) ou no filme brasileiro "Os Cosmonautas" (moça alienígena auxiliando astronautas).[carece de fontes?]

## Elenco
- Capitão Richard Talbot...Tom Tryon
- Lyrae...Dany Saval
- Major General Vanneman...Brian Keith
- McClosky...Edmond O'Brien
- Walter Talbot...Tommy Kirk
- Sally Field

## Sinopse
O astronauta Capt. Richmond Talbot se voluntaria inadvertidamente para fazer o primeiro voo tripulado norte-americano em volta da Lua, logo após seu mascote chimpanzé retornar da mesma experiência. Ele deseja visitar a família contra a vontade do General Vanneman, que quer segredo absoluto da missão. Durante o voo de avião, uma estranha moça com sotaque estrangeiro tenta se aproximar de Talbot e ele desconfia que é uma espiã. A moça, chamada Lira, aparentemente começa a persegui-lo e ele avisa ao General que imediatamente manda vários agentes de segurança escoltá-lo para a viagem de volta. Apesar de todas as precauções, a moça sempre escapa dos agentes e mais tarde se revela como uma alienígena do sistema Beta Lira.

## Disney vs. FBI
O FBI protestou com Walt Disney sobre o filme. Primeiro, não quiseram que os agentes da organização escoltassem o astronauta, alegando que não era função do Bureau. Disney mudou o personagem para Agente da Segurança Nacional. Após o lançamento do filme, o FBI reclamou que o agente parecia personagem de filme pastelão e com maneiras lisonjeiras.

## Produção
O romance de Robert Buckner Starfire apareceu em episódios em The Saturday Evening Post e chamou a atenção de Disney. Ele adquiriu os direitos em 1961.
O roteiro aborda uma visão satírica do governo americano, como por exemplo quando alguém responde a um congressista se ele não tinha lido o "Ciência Simples para Senadores" ("Didn't you read our 'Simple Science for Senators'"?). Os mesmos personagens Disney que aparecem endeusados na série Man in Space aqui foram elegantemente ridicularizados.
Para o papel do protagonista masculino Disney escolheu Tom Tryon que estrelara a série de TV Texas John Slaughter. Já para a parceira dele, preferiu a francesa Dany Saval, que estreou como uma "nova Brigitte Bardot". A dupla de jovens foi rodeada de atores experientes e também um chimpanzé, direcionado para as crianças. Os compositores Disney, Irmãos Sherman, elaboraram muitas canções para o filme. Saval gravou The Seven Moons of Beta Lyrae, relançada por Annette Funicello no disco The Crazy Place in Outer Space.

## Quadrinhos
Moon Pilot foi publicado no Brasil com o nome de "A um passo da Lua" na revista Almanaque do Tio Patinhas número 43, fevereiro de 1969.